# 裴仁基
裴 仁基（はい じんき、生年不詳 - 619年）は、中国の隋の軍人。字は徳本。本貫は河東郡聞喜県。子は裴行儼・裴行倹。

## 経歴
裴定の子として生まれた。開皇元年（581年）、親衛となった。開皇9年（589年）、南朝陳との戦いに参戦して、戦功により儀同の位を受けた。本官のまま漢王楊諒の王府に仕えた。仁寿4年（604年）、煬帝が即位すると、楊諒が挙兵して反乱を起こそうとしたので、仁基は強く諫めた。楊諒は激怒して、仁基を捕らえて獄につないだ。楊諒が敗北すると、煬帝は仁基を賞賛して、護軍に任じた。大業年間、武賁郎将に転じ、将軍李景の下で黔安の向思多の反乱を討ち、位は銀青光禄大夫に進んだ。吐谷渾を張掖で撃破し、金紫光禄大夫の位を加えられた。また靺鞨の侵入を撃退して、左光禄大夫の位を受けた。煬帝の高句麗遠征にも参加して、位は光禄大夫に進んだ。
大業12年（616年）、張須陀が李密と戦って戦死すると、仁基は河南道討捕大使に任じられ、虎牢を拠点に李密の勢力の拡大をはばんだ。しかし功績が賞賛されることはなく、かえって監軍御史の蕭懐静の讒言を受けたため、大業13年（617年）4月に蕭懐静を殺して李密に帰順した。仁基は李密により河東郡公に封じられ、仁基の子の裴行儼は絳郡公に封じられた。
皇泰元年（618年）9月、王世充は全軍を偃師に向かわせ、李密に決戦をいどんだ。李密が諸将に戦いの方略について問うと、仁基は要路を守って王世充の東進をはばみつつ、精鋭に東都（洛陽）を突かせて長期戦に持ち込むよう進言した。単雄信をはじめ李密の諸将には王世充を軽視するものが多く、決戦論が主流を占めて、仁基の進言は李密に取り上げられなかった。李密は王世充と決戦して敗れ、仁基は王世充に捕らえられた。
王世充は仁基父子を礼遇し、兄の娘を裴行儼にとつがせた。皇泰2年（619年）4月、王世充が皇帝を僭称すると、仁基は礼部尚書に任じられ、裴行儼は左輔大将軍に任じられた。裴行儼はその戦いぶりから「万人敵」と称された。王世充は仁基父子の威名に日に日に猜疑心を高めていった。同年5月、仁基は将来に不安を抱き、宇文儒童・陳謙・崔徳本らとともに反乱を計画した。将軍の張童仁が陰謀を王世充に密告したため、仁基父子は王世充に殺害された。

## 伝記資料
- 『隋書』巻70 列伝第35
- 『北史』巻38 列伝第26